# Digonis fusca
Digonis fusca là một loài bướm đêm trong họ Geometridae.